# (39392) 4893 P-L
4893 P-L (asteroide 39392) é um asteroide da cintura principal. Possui uma excentricidade de 0.02334620 e uma inclinação de 2.26961º.
Este asteroide foi descoberto no dia 24 de setembro de 1960 por Cornelis Johannes van Houten e Ingrid van Houten-Groeneveld e Tom Gehrels em Palomar.